# Federální monarchie
Federální monarchie je federace států s jediným monarchou jako celkovou hlavou federace, ale přitom se skládá z dalších monarchií s jiným panovníkem nebo z republik.

## Jako termín v politologii
Termín zavedl do anglického politického a historického diskursu Edward Augustus Freeman ve své Historii federální vlády (1863). Sám Freeman si myslel, že federální monarchie je možná pouze abstraktně.

## Federální monarchie

### Historie
Historicky nejvýznamnějším příkladem federativní monarchie v západním světě byla Německá říše (1871–1918) a v podobné míře její předchůdci (Severoněmecký spolek a Německý spolek). Hlavou státu federace byl panovník, německý císař, který byl také hlavou státu největšího celku federace jako pruský král; jiné monarchie si ponechaly své vlastní panovníky a armády. Kromě 23 monarchií (22 konstitučních monarchií a německý císař) existovaly také tři republikánské městské státy Brémy, Hamburk a Lübeck, speciálně ještě Alsasko-Lotrinsko, od roku 1912 jako poloautonomní republika.
Tento koncept hrál roli v politických debatách v Itálii a Rakousko-Uhersku v devatenáctém století a v Jugoslávii ve století dvacátém, ale v žádném z případů se neprosadil. Například moderní Itálie se nesjednotila až do Risorgimenta na konci 19. století, kdy několik menších království, vévodství, republik atd., z nichž každé vedla jiná dynastie nebo vládnoucí třída, bylo zrušeno ve prospěch unitární monarchie pod savojskou dynastií.

### Současnost
V současné době lze tento termín v plném smyslu aplikovat na Spojené arabské emiráty a Malajsii. V obou případech je hlava celé federace vybrána z řad hlav států (emír, sultán nebo rádža), kteří vládnou jednotlivým státům federace.